# Åke Lundquist
Gunnar Åke Lundquist, född 5 juni 1913 i Säbyholm, Låssa socken, Uppsala län, död 6 januari 1985 i Älvsjö, var en svensk bilelektriker, skulptör och tecknare.
Han var son till kusken Emil Georg Lundquist och Axelia Matilda Humbla och från 1943 gift med Frida Margareta Härdelin. Lundquist bedrev kvällsstudier vid Hjort och Möllenbergs skulpturskola i Stockholm men var i huvudsak autodidakt som konstnär. Han medverkade i Sveriges allmänna konstförenings utställningar i Stockholm. Hans konst består av djurframställningar i trä, sten, brons samt driven koppar och teckningar. Lundquist är begravd på Västberga begravningsplats.